# Pituka Ortega Heilbron
Pituka Ortega Heilbron (1960) es una directora de cine y productora panameña.  Es la directora del Festival Internacional de Cine IFF Panamá, evento que se realiza en Panamá anualmente desde 2012.

## Biografía
En 1982 obtuvo  un bachillerato en historia y ciencias políticas  en Immaculata College en Pensilvania y luego de eso trabajó en publicidad y como editora de revistas culturales.  En 1994 participó en el Taller de Escritura de Gabriel García Márquez en la EICTV.  Ese mismo año se unió a otros realizadores y gestores culturales para crear el Centro de Imagen y Sonido, organización sin fines de lucro para fomentar la cultura audiovisual en Panamá.  En esta organización, fue vicepresidenta hasta 2001.

### Festival Internacional de Cine de Panamá
La idea del festival surgió a finales del 2010 de los productores canadienses Rob Brown y Henk Van der Kolk, este último cofundador del Festival Internacional de Cine de Toronto, quienes estaban de visita en Panamá, considerando mudarse a este país.  Brown y Van der Kolk contactaron a cineastas y gestores culturales locales para sacar adelante la idea, entre ellos Pituka Ortega Heilbron, quien se convirtió en la codirectora de la primera edición de festival internacional de cine de Panamá en 2012 y luego en su directora.

## Filmografía

### Como directora
- India Dormida. 1994.  Cortometraje de ficción que cuenta las peripecias de un muchacho que desea hacer cine en Panamá.[7]
- Isabel de Obaldía. 1996. Documental sobre la artista panameña Isabel de Obaldía.
- El Mandado. 1997-1998. Cortometraje de ficción filmado en 16 mm.
- Sacrifictum. 1999.

- Los puños de una nación. 2006. Trata sobre la vida del boxeador Roberto Mano de Piedra Durán.  Este documental fue seleccionado como uno de los filmes más importantes de los últimos 40 años de la historia del Cine Iberoamericano.[8]
- La Ruta. 2012. Narra los pormenores de los usuarios del transporte público en Panamá a través de las experiencias de tres personas. Está inspirado en la tragedia del bus 8B-06 en la cual dieciocho personas perdieron la vida tras incendiarse el 23 de octubre de 2006.[9]
- Historias del Canal. 2014. Película compuesta por cinco documentales. Fue exhibida en el 68 Festival de Cannes.  Fue una de las películas preseleccionadas para el Premio Goya de 2015 y se presentó en el marco de la Semana de Cine Iberoamericano en El Cairo.[10]